# Escalada irracional de compromisso

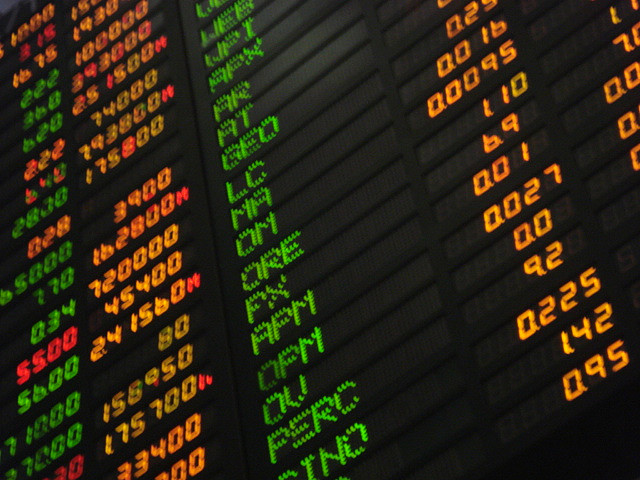
A escalada do compromisso busca explicar porque tantas pessoas persistem em investimentos ruins.

Escalada irracional do compromisso ou escalada (irracional) do comprometimento também conhecido como aumento do comprometimento é um padrão de comportamento no qual um indivíduo ou grupo, apesar de enfrentar cada vez mais resultados negativos em uma decisão, ação ou investimento, continua a investir mais e mais nessa decisão.
Economistas e cientistas comportamentais usam o termo falácia do custo afundado para descrever esse aumento do investimento de dinheiro, tempo e energia em uma decisão, com base nos investimentos passados acumulados ("custos irrecuperáveis"), apesar das novas evidências indicarem que investir em outra ação seria mais benéfico.
Na sociologia, a escalada irracional do comprometimento é um viés decisório descreve comportamentos semelhantes. A persistência no erro são estimulados pelos provérbios populares "nunca desista", "se no início você não conseguir, tente de novo", "está no inferno, abraça o capeta", "o que é um peido pra quem já está cagado" e "água mole e pedra dura, tanto bate até que fura".

## Origem
Escalada irracional do compromisso foi descrito pela primeira vez por Barry M. Staw em sua 1976 artigo "Knee deep in the big muddy: A study of escalating commitment to a chosen course of action" ("Lama até os joelhos: Um estudo da escalada de compromisso para um determinado curso de ação").

## Teorias

### Teoria da auto-justificação
A auto-justificação é uma parte do compromisso de tomada de decisões dos líderes e administradores de um grupo que pode causar um aumento nos níveis de compromisso. Esta teoria proporciona uma explicação para o porquê das pessoas aumentarem o compromisso com seus investimentos passados." Os gerentes repetem os comportamentos consistentes com suas decisões passadas, mesmo quando o ambiente muda. Os gestores tendem a preferir seguir as informações que estão alinhados com os seus comportamentos para criar consistência para suas atuais e futuras decisões. Se um membro do grupo ou partido reconhece inconsistência na tomada de decisão, isto pode alterar o papel de liderança do gestor. É mais confortável justificar os erros reduzindo a importância das consequências negativas do que assumir os erros. Essa justificativa pode ser apenas interna (pensada) ou externa (expressada verbalmente).

### Teoria da Identidade Social
A identidade é uma grande parte de como nós nos movemos através do mundo. Pensamentos e opiniões, bem como seu efeito sobre os outros, criam uma identidade social. As pessoas fazem conexões entre o seu grupos e a sua própria visão de si próprios, que as motivam a manter seu status social e defendê-lo quando está ameaçado.

## Exemplos
É uma das teorias que ajudam a explicar:
- Empresas que seguem investindo em uma área que causa perdas por vários meses/anos seguidos.
- Governos que seguem investindo em programas sem sucesso, apesar das evidências de fracasso.
- Consumidor que gasta mais reformando/reparando um produto, do que gastaria comprando um novo.
- Investidor que aumenta o investimento em uma ação que causa cada vez mais perdas.
- Jogador que aposta mais em um jogo que está perdendo.
- Viciado que persiste no vício, apesar dos sintomas cada vez piores.